# Adolf Ludvig von Schwerin
Adolf Ludvig von Schwerin, född 28 januari 1759 i Svenska Pommern, död 18 februari 1818 i Västerås, var en svensk greve och militär.
Adolf Ludvig von Schwerin var son till riksrådet Jacob Philip von Schwerin och Charlotta Sofia Margareta von Bohlen. Han blev volontär vid livgardet 1773, sergeant där 1774, fänrik samma år, löjtnant 1777, stabskapten 1782 och kapten med kompani 1786. von Schwerin blev 1788 även hovstallmästare hos drottning Sofia Magdalena 1788. Han deltog i Gustav III:s ryska krig, där han 1789 förde befälet över avantgardet vid brobyggnaden över Kymmene älv samt vid Värälä och Mäkikouvola. Den 3 juli 1789 deltog han i slaget vid Liikala och 1 september som chef för överstelöjtnantens bataljon i reträtten från Högfors med mera. von Schwerin blev sekundmajor vid Svea livgarde 1792, premiärmajor där samma år, överste i armén 1793 och var chef för Upplands regemente 1794–1810. Han blev generalmajor 1810. von Schwerin blev 1789 riddare, 1805 kommendör och 1811 kommendör med stort kors av Svärdsorden.